# Echium creticum
Echium creticum ist eine Pflanzenart aus der Gattung der Natternköpfe (Echium) in der Familie der Raublattgewächse (Boraginaceae). Die Art fehlt auf Kreta, ist aber irrtümlich nach dieser Insel benannt.

## Beschreibung
Echium creticum ist eine aufrecht wachsende, zweijährige Pflanze, die einen einzelnen bis mehrere blütentragende Stängel ausbildet. Sie erreicht Wuchshöhen von 25 bis 90 cm. Der Stängel hat eine zweiförmige Behaarung aus steifen, abstehenden, am Grund verdickten Borsten und aus vielen kurzen anliegenden Haaren. Die Grundblätter und die unteren Stängelblätter sind 60 bis 180 mm lang und 10 bis 15 mm breit. Ihre Form ist schmal verkehrtlanzettlich. Sie sind spärlich bis dicht mit abstehenden Borsten behaart. Die Stängelblätter sind meist schmal elliptisch bis länglich.
Der Blütenstand ist eine rispenähnliche Thyrse mit zur Fruchtzeit locker aufrecht-abstehenden Wickeln. Die Kelchzipfel sind zur Blütezeit lineal bis lineal-lanzettlich und 7 bis 9 mm lang und verlängern sich zur Fruchtreife auf bis zu 12 mm. Die Krone ist 15 bis 30 (bis 40) mm lang, trichterförmig und deutlich zygomorph; ihre Färbung ist rötlich-purpurn oder bläulich-purpurn oder zunächst rosa-karminrot und später blau. Sie ist außen dicht kurzhaarig mit längeren Haaren entlang der Nerven und auf den Kronzipfeln. Ein bis zwei Staubblätter stehen aus der Krone heraus, die Staubfäden sind spärlich behaart oder unbehaart.
Die Blütezeit reicht von Februar bis Juli.

## Vorkommen
Echium creticum kommt im westlichen Mittelmeergebiet (Tunesien, Algerien, Marokko, Spanien, Portugal, Süd-Frankreich, Korsika, Sardinien) vor, fehlt aber auf den Balearen. Sie wächst in Unkraut-, Ruderal- und Straßenrandvegetation, auf Brachen, Hängen und Wiesen, an Gräben und Wegrändern bis zu Höhenlagen von etwa 1000 Meter.

## Systematik

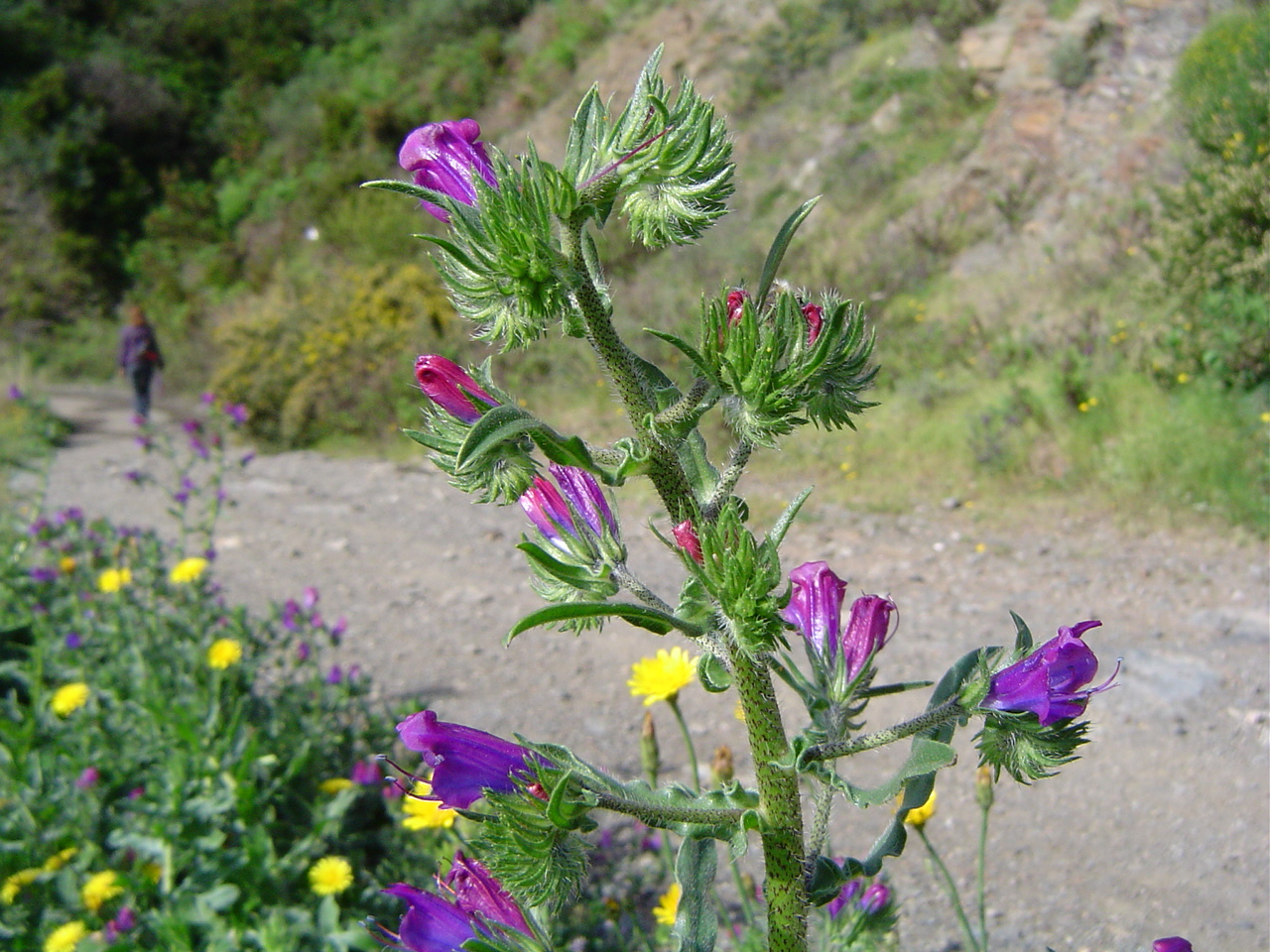
Echium creticum subsp. coincyanum

Echium creticum wurde 1753 von Carl von Linné in Species Plantarum erstveröffentlicht. Er wird in drei Unterarten unterteilt:
- Echium creticum L. subsp. creticum:

Die Krone ist (17 bis) 20 bis 35 (bis 40) mm lang und rot bis rötlich-purpurn gefärbt und innen kahl. Die Staubfäden sind locker behaart. Die Pflanze ist seidig und gelblich behaart. Das Verbreitungsgebiet dieser Unterart deckt sich in weiten Teilen mit dem der Art; auf der Iberischen Halbinsel kommt sie aber nur im Nordosten in der Provinz Gerona vor. Sie bevorzugt kalkarme Böden. Die Chromosomenzahl ist 2n = 16.
- Echium creticum subsp. coincyanum (Lacaita) R.Fernandes (Syn.: Echium creticum subsp. algarbiense R.Fernandes)[6]:

Die Krone ist 15 bis 25 (bis 30) mm lang und blauviolett bis rötlich gefärbt und innen kahl. Die Staubfäden sind sehr locker behaart oder kahl. Die Pflanze ist borstig und weißlich behaart. Diese Unterart vertritt die Art auf der Iberischen Halbinsel und kommt selten auch in Nord-Marokko vor. Sie wurde als neben der anderen Unterart, aber in höheren Lagen vorkommend auch von Sardinien gemeldet. Sie bevorzugt alkalische Böden auf Kalkstein, Mergel und Gips. Diese Unterart ist diploid mit 2n = 16 Chromosomen.
- Echium creticum subsp. sauvagei (R.Fernandes) Valdés:

Die Krone ist blauviolett und innen entlang der Nerven lang behaart. Die Staubfäden sind dicht und lang behaart. Die Pflanze ist seidig und gelblich behaart. Diese Unterart ist ein Endemit Nord-Marokkos.